# Martijn Vroom
Martijn Willem Vroom (Amsterdam, 25 januari 1975) is een Nederlands politicus en bestuurder. Hij is lid van het CDA. Sinds 6 maart 2023 is hij burgemeester van Leidschendam-Voorburg.

## Loopbaan
Vroom studeerde theologie en politieke filosofie aan de Vrije Universiteit Amsterdam en christelijke politieke filosofie aan het Institute for Christian Studies in Toronto. Vanaf april 2001 werkte hij als medewerker bij de Tweede Kamerfractie van het CDA als persoonlijk medewerker van Marry Visser-van Doorn. Daarna werkte hij tot 2006 voor diezelfde fractie als beleidsmedewerker Onderwijs, Cultuur en Wetenschap en later Financiën en Rijksbegrotingen. Bij de verkiezingen van 6 maart 2002 werd Vroom verkozen tot lid van de gemeenteraad van Schiedam. Deze functie beëindigde hij, na zijn herverkiezing in 2006, in januari 2007 vanwege een verhuizing vanwege het werk van zijn echtgenote naar Gouda. Hij betitelde zichzelf in 2006 als een 'rechtgeaard gereformeerde'. Van 2006 tot en met maart 2008 was Vroom lobbyadviseur bij adviesbureau Public Matters in Den Haag.
Van 31 maart 2008 tot 20 mei 2014 was Vroom wethouder in de gemeente Noordwijk en van 21 mei 2014 tot 8 december 2015 in de gemeente Waddinxveen. In 2014 steunde hij als wethouder publiekelijk een CDA raadslid en partijgenoot die in opspraak was geraakt in verband met belangenverstrengeling. Het raadslid is, in verband met de kwestie rond zijn persoon, opgestapt. In 2011 stelde Vroom zich verkiesbaar als partijvoorzitter van het CDA. Hij bood de leden een contract aan waarin hij beloofde dat het CDA de volgende verkiezingen weer de grootste partij zou zijn. In de eerste verkiezingsronde viel Vroom af met 5,8% van de stemmen.

## Burgemeester van Krimpen aan den IJssel
Op 5 oktober 2015 maakte de gemeenteraad van Krimpen aan den IJssel de voordracht van Vroom als burgemeester bekend. Op 9 december 2015 vond de installatie plaats. Vroom was lid van het Dagelijks Bestuur van de Metropool Regio Rotterdam Den Haag (MRDH). Ook was hij secretaris van het bestuur van de Vereniging van Burgemeesters van Gemeenten in Zuid-Holland, de VBGZH. Bij de politie-eenheid Rotterdam was Vroom de 'cyber-burgemeester'. Bij de VeiligheidsAlliantieRijnmond is hij lid van de regiegroep. Vanuit de Veiligheidsregio Rotterdam-Rijnmond was hij lid van de Stuurgroep Crisisbeheersing Overstroming Randstad. Bij de VRR was hij tevens portefeuillehouder infra & calamiteiten. Vroom werd door de gemeenteraad van Krimpen aan den IJssel aanbevolen voor herbenoeming voor een tweede termijn als burgemeester die aanving op 9 december 2021.
Op 20 februari 2023 nam Vroom afscheid van de gemeenteraad Krimpen aan den IJssel omdat hij burgemeester van Leidschendam-Voorburg zou worden per 6 maart 2023. Bij dat afscheid werd hij onderscheiden met de erepenning van Krimpen aan den IJssel, de Burgemeester W. van Waningpenning. Met ingang van 6 maart 2023 werd Jan Luteijn benoemd tot waarnemend burgemeester van Krimpen aan den IJssel.

### Facebookbericht
In maart 2019 kwam hij in opspraak nadat hij op zijn Facebookpagina een bericht had geplaatst met foto's van boeken over taal, nazisme en fascisme. Hij schreef daarin dat iemand hem had uitgemaakt voor 'elite' en had beweerd dat hij nooit een boek las. Daarop wilden de fractievoorzitters van de gemeenteraad met hem in gesprek gaan, omdat het vermoeden bestond dat er op zijn Facebookpagina een cryptische verwijzing was gemaakt naar de overwinningstoespraak van FVD-leider Thierry Baudet. Landelijke media besteedden aandacht aan het Facebookbericht. In een radiointerview gaf hij toe dat hij met zijn verwijzing Baudet bedoelde. Ook gaf hij aan geen spijt te hebben en het bericht bewust geplaatst te hebben.
Vroom heeft aangegeven dat Facebook de post heeft verwijderd. In een extra raadsvergadering op 2 april 2019 heeft Vroom verantwoording moeten afleggen over zijn bericht.
De gemeenteraad sprak in deze raadsvergadering zijn afkeuring uit over het Facebookbericht. Een motie van afkeuring is met meerderheid van stemmen aangenomen. Vroom gaf aan het vertrouwen te willen herstellen door dorpsgesprekken te organiseren. Een Rotterdamse stemmer op het Forum voor Democratie voelde zich desondanks gekrenkt en stapte naar de rechter. De man wilde dat de burgemeester een schadevergoeding van 1750 euro betaalde. De kantonrechter in Rotterdam deed op 15 januari 2021 uitspraak dat het handelen viel binnen de grenzen van de vrijheid van meningsuiting omdat het een waardeoordeel betreft dat is geuit in het kader van het publieke debat.

## Burgemeester van Leidschendam-Voorburg
Op 20 december 2022 werd bekendgemaakt dat de gemeenteraad van Leidschendam-Voorburg Vroom voordroeg als nieuwe burgemeester. Op 10 februari 2023 werd bekendgemaakt dat de ministerraad had besloten hem voor te dragen voor benoeming bij koninklijk besluit met ingang van 6 maart dat jaar. Op 6 maart dat jaar vond ook de beëdiging en installatie van Vroom tot burgemeester van Leidschendam-Voorburg plaats. Als burgemeester heeft hij in zijn portefeuille openbare orde en veiligheid, integrale handhaving, communicatie, bestuurlijke- en juridische zaken (inclusief gegevensbescherming), metropoolregio, dienstverlening en personeel en organisatie. In het algemeen bestuur van de Veiligheidsregio Haaglanden (VRH) heeft Vroom de bestuurlijke portefeuilles 'informatievoorziening', 'meldkamer' en de 'SCOR', de Stuurgroep Crisisbeheersing Overstroming Randstad. Hij zit ook in het algemeen bestuur van de Metropoolregio Rotterdam Den Haag (MRDH). 

## Nevenfuncties
Als voorzitter van de Raad van Toezicht was Vroom van 2015 tot en met 2023 op non-profitbasis verbonden aan International Justice Mission Nederland. Van januari 2018 tot de zomer van 2023 maakte Vroom deel uit van de commissie Fonds Kerk en Wereld van de Protestantse Kerk in Nederland. Vroom is tevens actief bij Defensie als reservist; bij het 10 Infanteriebataljon Bewaken & Beveiligen van het Korps Nationale Reserve van de Koninklijke Landmacht.

### Veteranen
Vanwege zijn interesse in veteranen startte Vroom in 2017 met het afleggen van huisbezoeken aan veteranen. Om de verhalen die daarbij verteld werden te bewaren, startte hij een speciale rubriek in het kwartaal-blad van de gemeente Krimpen aan den IJssel, de Klinker. Bij de oprichting van een speciale stichting voor veteranen in Krimpen aan den IJssel verrichtte commissaris van de Koning Jaap Smit de openingshandeling. In april 2023 trad burgemeester Vroom toe tot het Nationaal Comité Veteranendag / Nederlandse Veteranendag.

### Lokale omroepen
Vroom was tussen 2010 en 2019 intensief betrokken bij de professionalisering van de lokale omroepen in Nederland. Als voorzitter van de Organisatie Lokale Omroepen Nederland (OLON) legde hij in 2012 de basis voor een convenant met de Vereniging Nederlandse Gemeenten (VNG). Daarin werden voor het eerst afspraken vastgelegd over organisatie, kwaliteit en prestaties van de omroepen en de bekostiging door gemeenten. Dit convenant maakte later de weg vrij voor samenwerking met kabelmaatschappijen rond de distributie en uitwisseling van programma’s, noodzakelijk om ook streekomroepen te kunnen vormen. Als vertegenwoordiger van de lokale omroepen werd Vroom de eerste voorzitter van de stichting Nederlandse Lokale Publieke Omroepen (NLPO), sinds 2015 de gezamenlijke belangenbehartiger van de lokale omroepen. Na dat voorzitterschap bleef Vroom tot begin 2019 actief voor de NLPO als lid van de Raad van Toezicht. Op 11 november 2019 ontving hij erepenning van de Nederlandse Lokale Publieke Omroepen tijdens een NLPO-congres waarvan hijzelf de gasthoofdredacteur was.

## Persoonlijk leven
De vader van Vroom was Henk Vroom en hij heeft twee zussen. Vroom is getrouwd en heeft twee kinderen. Zijn echtgenote is predikant. Zij was verbonden aan Gouda, eerst aan de gereformeerde wijkgemeente De Bron, later aan de Protestantse wijkgemeente Ontmoetingskerk. Daarvoor was zij predikant in Schiedam. Zij studeerde aan de Vrije Universiteit in Amsterdam waar zij Vroom heeft leren kennen. In zijn vrije tijd is Martijn Vroom scheidsrechter bij het waterpolo, in KNZB-regio west.